# 灰屋紹益
灰屋 紹益（はいや じょうえき、慶長15年（1610年）- 元禄4年11月12日（1691年12月31日））は、江戸時代前期の京の町衆・歌人・蹴鞠家・茶人。本名は佐野 重孝、号は紹益（初めは承益）、通称は三郎左衛門（三郎兵衛・三郎右衛門等とするのは誤り）。

## 経歴・人物
本阿弥光益の子として京に生まれ、幼くして灰屋紹由の養子となる。
諸芸に通じており、なかでも和歌を烏丸光広・松永貞徳・飛鳥井雅章、蹴鞠を飛鳥井家、茶の湯を金森宗和等に師事して修めていた。
また、これらを介して当代の主要な文化人達との間に広い人脈を有しており、大叔父にあたる本阿弥光悦をはじめとする他の町衆に留まらず、後水尾天皇や八条宮智忠親王等の皇族、徳川光友等の大名とも親交があった。
妻に六条三筋町の名妓であった吉野太夫（二代目）を迎えており、その身請けをめぐっては近衛信尋と競い勝ったとされる。
著書『にぎはひ草』 は、随筆文学の傑作といわれる。
元禄4年（1691年）11月12日没、享年82歳、戒名「古継院紹益日吟」。墓は立本寺にある。

## 著書
- 『にぎはひ草』- 天和2年（1682年）刊行。全2巻からなる随筆集。